# Wilhering
Wilhering är en ort och kommun  i Österrike. Den ligger i distriktet Linz-Land i förbundslandet Oberösterreich, 160 kilometer väster om huvudstaden Wien. 
Kommunen består av 15 orter (Ortschaften) (inom parentes invånarantal 1 januari 2024):

- Appersberg (237)
- Dörnbach (675)
- Edramsberg (773)
- Fall (48)
- Hitzing (503)
- Höf (225)
- Katzing (279)
- Lohnharting (39)
- Mühlbach (681)
- Reith (591)
- Schönering (1 183)
- Thalham (276)
- Ufer (283)
- Wilhering (242)
- Winkeln (141)